# Józefów nad Wisłą
Józefów nad Wisłą ist eine Stadt im Powiat Opolski der Woiwodschaft Lublin in Polen. Sie ist Sitz der gleichnamigen Stadt-und-Land-Gemeinde mit etwa 6700 Einwohnern und liegt etwa zehn Kilometer nördlich von Zawichost an der Einmündung der Wyżnica in die Weichsel. Józefów nad Wisła wurde zum 1. Januar 2018 wieder zur Stadt erhoben.

## Gemeinde
Zur Stadt-und-Land-Gemeinde Józefów nad Wisłą gehören 34 Dörfer mit einem Schulzenamt. 

## Nachweise
1. ↑  Rozporządzenie Rady Ministrów z dnia 24 lipca 2017 r. w sprawie ustalenia granic niektórych gmin i miast, nadania niektórym miejscowościom statusu miasta, zmiany nazwy gminy oraz siedzib władz niektórych gmin. In: Dziennik Ustaw auf der Website des ISAP. Kanzlei des Sejm, 2017, abgerufen am 23. Januar 2023 (polnisch, PDF-Datei s. Tekst ogłoszony).